# Klokkeren fra Notre Dame 2
| Portal | Portal:Disney |

 For alternative betydninger, se Klokkeren fra Notre Dame (flertydig). (Se også artikler, som begynder med Klokkeren fra Notre Dame)
Klokkeren fra Notre Dame 2 (The Hunchback of Notre Dame II) er en Disney-tegnefilm fra 2002, produceret direkte til video som en lavbudget-fortsættelse til tegnefilmen Klokkeren fra Notre Dame (1996).
Mange af stemmeskuespillerne fra den oprindelige film gentog deres roller, deriblandt Demi Moore (Esmeralda), Tom Hulce (Quasimodo), Kevin Kline (Phoebus), Paul Kandel (Clopin) og Jason Alexander (Hugo). Nye på rollelisten var Jennifer Love Hewitt (Madellaine) og Haley Joel Osment (Zephyr).

## Danske stemmer
- Per Pallesen (Hugo)
- Julie Lund (Madellaine)
- Anders Gjellerup Koch (Quasimodo)
- Søren Sætter-Lassen (Sarousch)